# Gilson de Carvalho
O Dr. Gilson de Carvalho, cujo nome completo era Gilson de Cássia Marques de Carvalho (Campanha-MG, 1946 - São José dos Campos-SP, 3 de julho de 2014), foi um medico pediatra e especialista em saúde pública, conhecido por ter sido um dos idealizadores do SUS. Foi secretário municipal de saúde de São José dos Campos de 1988 a 1992, secretário nacional de Assistência à Saúde no Ministério da Saúde e professor de medicina na Universidade de Taubaté.

## Obras publicadas
- Participação da comunidade na saúde, 2007